# ZUBR
Контейнерний потяг «ZUBR» — вантажний потяг, що курсує за маршрутом Україна – Білорусь – Латвія – Естонія і у зворотному напрямі. Цей потяг з'єднує порти Чорноморськ, Одеса та Південний із портами Рига (Латвія) та Мууга (Естонія). Проходження поїзда «ZUBR» територією чотирьох держав з урахуванням митного контролю на кордонах здійснюється за 3,25 доби. Довжина маршруту від Чорноморська до Таллінна становить 2 162 км.

## Функціонування проєкту
Контейнерний потяг «ZUBR» — це спільний проєкт між залізничними адміністраціями України, Республіки Білорусь, Латвійської і Естонської Республік, а також Польщі та Молдови.
Учасники та оператори проєкту «Вікінг»:
- Латвія — LDZ Cargo Logistika SIA
- Естонія — AS EVR Cargo
- Білорусь — Республіканське транспортно-експедиційне унітарне підприємство «Белінтертранс — транспортно-логістичний центр»
- Україна — ДП «Український державний центр транспортного сервісу «Ліски»»
- Польща — ООО ПКП «ЛХС»
- Молдова — ДП «Залізниця Молдови»

Довжина маршруту від Таллінна до Чорноморська — 2 162 км. Час слідування потяга — 84 години.
Потяг здатний перевозити 20-футові, 40-футові та 45-футові контейнери стандартні або підвищеної ємності (high cube) з портів Чорного моря до портів Балтійського моря та назад. Технологією курсування поїзда «ZUBR» передбачено мінімум одну відправку на тиждень. Реальний розклад курсування поїзда з портів Чорного моря — тричі на тиждень (понеділок, середя, п'ятниця).
Робота із контейнерним потягом може здійснюватись на таких станціях:
- Латвія: Рига-Краста експ., Зіємєльблазма експ., Мангалі експ., Болдєрая експ., Вєнтспілс експ., Лієпая експ.
- Естонія: Маарду, Мууга, Палдіскі, Юлємістє
- Білорусь: Колядичи (м. Мінськ)
- Україна: Київ-Ліски, Харків-Ліски, Дніпро-Ліски, Луганськ-Ліски, Одеса-Ліски, Донецьк-Ліски, Чорноморська, Новомосковськ-Дніпровський, Нікополь, Запоріжжя-Ліве, Кадіївка, Поромна експ., Чорноморськ-Порт експ., Одеса-Порт
- Польща: Славкув
- Молдова: Бендер 2, Кишинів, Окніца, Реуцєл, Унгєнь

## Історія становлення проєкту
Історія виникнення проєкту починається з 2009 року. У цьому ж році до проєкту приєдналась Україна. 24 вересня в місті Таллінн залізничні адміністрації Білорусі, Латвії й Естонії одноголосно проголосували за приєднання України до проєкту контейнерного потяга «ZUBR». Проте, вантажі з українських станцій почали регулярно відправлятись лише з лютого 2012 року. Спочатку з українських станцій потяг вирушав двічі на тиждень, а у зв'язку зі зростанням експортно-імпортних перевезень, «ZUBR» з 14 травня 2012 вирушає тричі на тиждень по понеділках, середах і п'ятницях, незалежно від кількості вагонів у складі потяга.
З 1 лютого 2012 року за рішенням тарифної комісії «Укрзалізниці» на експортно-імпортні перевезення контейнерів по території України у складі потягів «Вікінг» і «ZUBR» застосовується 20% знижка до чинних тарифів.
У 2012 році до проєкту долучились ще дві держави: 4 квітня в Таллінні (Естонія) до проєкту приєдналася Польща, а 29 листопада цього ж року в Києві до проєкту приєдналася Молдова.
У перспективі розвитку проєкту — реалізувати сполучення із Хельсінкі (Фінляндія), Стамбулом та Самсуном (Туреччина) та Стокгольмом (Швеція). 

## Обсяги перевезень
За 10 місяців 2012 року потягом «ZUBR» було перевезено 3738 контейнерів (7189 TEU): 20-футових контейнерів — 287, 40-футових — 3451.
В 2013-му році українські залізничники розраховують збільшити обсяги перевезень у його складі на 20-30%. 